# Межкультурная компетенция
Межкультурная компетенция — это компетенция в общении с представителями других культур, способность эффективно общаться с представителями разных культур и национальностей.
Эта способность может появиться с молодых лет или быть развитой тренировками.
В межкультурные компетенции входят:
1. Общие культурологические и культурно-специфические знания.
2. Практическое общение.
3. Межкультурная психологическая восприимчивость.

## Причины возникновения
Каждый человек имеет свою собственную историю, жизнь, и даже культуру и культурную принадлежность, с географическими, историческими и другими аспектами. В человеческих отношениях это, конечно, касается людей из других культурных кругов, континентов или стран, а также из других предприятий, другого пола и т. п. (так называемые субкультуры); даже в пределах одной и той же семьи могут сочетаться различные культурные ценности.

## Предпосылки
Основными предпосылками являются чувствительность и уверенность в себе, понимание другого поведения и умственных образцов и так же способность четко и точно передавать собственную точки зрения; быть понятым и показывать гибкость, где возможно и быть ясным, где необходимо.
Речь идет о приспособленной уравновешенности между:
- Знаниями и опытом соответственно других культур, личностей, наций, поведением и т. д.,
- чуткостью, эмпатией, способность поставить себя на место других и охватить их чувства и потребности,
- и уверенностью в себе, знанием собственных сил, слабостей и потребностей, эмоциональной стабильности.

## Культурные различия
В анализе культурных признаков различают между культурными масштабами и аспектами, в том числе:
- индивидуализм (индивидуальные стимулы) и коллективизм (групповые стимулы)
- фемининность (конфликтное решение принципом тождественности, ориентацией к единому коллективу и лучшему качеству жизни) и маскулинность (конфликтное решение в равной борьбе, ориентацией на конкурента)
- избегание неуверенности (по потребности к формализму или сопротивлению против него)
- дистанцию власти (фактическое или прочувствованное различие между иерархическими ступенями внутри общества, степень принятия членами этого общества иерархии, то есть неравномерного распределения власти)
- монохронная (все действия выполняются последовательно) и полихронная (многие действия выполняются одновременно)
- структурными признаками (например, ориентация на ценности, ощущение времени и пространства, селективное восприятие, невербальную коммуникацию и манеру поведения)

По этим и другим критериям различают страны, регионы, предприятия, социальные группы, а также и отдельные лица.
Надежды на успех в сотрудничестве, в частности, при переговорах, кооперациях, объединениях и т. д., могут быть реалистично оценены, на ответственные должности могут быть назначены соответствующие личности, которые могут быть целенаправленно подготовлены.

## Модели межкультурной компетенции
Известно 66 моделей межкультурной компетенции ученых из тринадцати стран. Классификация Н. В. Черняк по характеру взаимоотношений структурных компонентов разделяет эти модели на:
- номенклатурные;
- структурные;
- каузальные;
- ко-ориентационные;
- и динамические.

Также модели межкультурной компетенции бывают универсальные и культурно-специфичные. 